# Sant'Agnese ad Duo Furna
Sant'Agnese ad Duo Furna, även benämnd S. Agnetis ad Duo Furna, var en kyrkobyggnad i Rom, helgad åt den heliga jungfrumartyren Agnes. Kyrkan var belägen vid Clivus Suburanus mellan Santa Prassede och Santa Maria Maggiore i Rione Monti.

## Kyrkans historia
Sant'Agnese ad Duo Furna var från början ett oratorium. Det har inte klarlagts när det uppfördes, men dess första dokumenterade omnämnande härstammar från en biografi över påve Leo III (795–816), i vilken det har tillnamnet ”ad duo furna”, vilket förmodligen syftar på två antika akveduktbågar som fanns i närheten. Oratoriet omnämns i en inskription från påve Paschalis I:s (817–824) tid. Inskriptionen, som bevaras i basilikan Santa Prassede, berättar hur påven begravde de heliga martyrerna Alexander, Evantius och Teodolus i Kristi jungfru Agnes oratorium. På 1300-talet revs oratoriet och ersattes med en kyrka, vilken påve Nicolaus V med en bulla år 1452 inlemmade i Santa Maria Maggiores kapitel. I påve Pius V:s förteckning över Roms kyrkor betecknas den som ”S. Agnese nella Piazza di santa Maria Maggiore”.
Kyrkan Sant'Agnese ad Duo Furna revs sannolikt i samband med de stadsplanearbeten, vilka företogs i området kring Santa Maria Maggiore under påve Sixtus V (1585–1590). I Museo Lateranense bevaras en kopia av ett altarstöd som tidigare fanns i kyrkan.